# SS Ivernia (1899)
El SS Ivernia fue un trasatlántico mixto perteneciente a la naviera Cunard Line, botado en 1899. Fue destinado al transporte de pasajeros y carga en la ruta Boston (EE. UU.)-Liverpool (Inglaterra)-Fiume (Austria-Hungría).

## Diseño y construcción
El SS Ivernia fue el primero de su serie construido para la Cunard Line como trasatlántico mixto de carga y pasaje.
Inicialmente destinado a pasajeros de segunda y tercera clase, posteriormente se le añadieron alojamientos de primera clase.
Cuando fue botado, fue considerado como uno de los más grandes buques de su tipo hasta la entrada del RMS Mauretania en 1907. Sus camarotes, para dos y cuatro personas en ambas clases, fueron considerados prácticos y simples.
Su casco de acero remachado fue botado en septiembre de 1899 y en su bautizo fue amadrinado por la condesa de Ravensworth.
Se le instalaron máquinas de cuádruple expansión de ocho cilindros que accionaban dos ejes, cuya potencia era de 10 000 hp que le proporcionaban una velocidad de servicio de 15 nudos. Poseía una chimenea y 4 mástiles. Fue completado en 1900.
Tenía dos buques hermanos: el RMS Saxonia botado en diciembre de 1899, y el RMS Carpathia botado en 1902 en el mismo astillero de Swan Hunter & Wigham Richardson, en Wallsend (Tyne y Wear, Inglaterra).

## Historial operativo
Después de aprobar las pruebas de mar, realizó su viaje inaugural el 1 de abril de 1900. El SS Ivernia fue trasatlántico de ruta entre Nueva York (ocasionalmente), Liverpool - Queenstown y Boston.
En 1911 cubrió la ruta hacia los puertos de Fiume o Trieste en Italia y Boston.
El 16 de mayo de 1911, tuvo un incidente al aproximarse en medio de una densa niebla al puerto de Queenstown en Irlanda: una roca sumergida lo golpeó causando un gran forado a popa, pero logró llegar a puerto donde desembarcó rápidamente sus pasajeros, siendo embarrancado para ser reparado de emergencia y luego enviado a Liverpool para reparaciones definitivas durante 5 meses; su capitán, Potter, fue despedido de la línea naviera.
En octubre de 1911 volvió al servicio y fue destinado a transportar inmigrantes húngaros e italianos cubriendo la ruta Fiume-Trieste y Nueva York (o Boston).

### Primera Guerra Mundial
En julio de 1914, fue requisado por el Almirantazgo y transformado en buque de transporte militar. Inicialmente realizó la ruta entre Canadá (Nantucket) y Alejandría entre otros puertos del Mediterráneo. En otoño de 1916 tomó el mando el capitán William Thomas Turner (último capitán del malogrado RMS Lusitania).
El 21 de diciembre de 1916 dejó el puerto de Marsella en Francia para dirigirse a Grecia cargado con 2400 soldados y mulas.
Durante un viaje a Alejandría, el 1 de enero de 1917 fue señalado por el submarino alemán UB-47 siendo torpedeado y hundido en el estrecho de Citera al sudeste de Cabo Matapan, pereciendo 36 tripulantes y 84 soldados. El capitán Turner se salvó a nado.